# Kholumolumo
Kholumolumo — рід завроподоморфів, що існував у пізньому тріасі. Рештки знайдені на території Лесото. Завдовжки близько 9 м. Вагою приблизно 1754 кг, якщо був двоногим, і 3259 кг, якщо чотириногим. Одна з найбільших сухопутних тварин кінця тріасу.
Найближче споріднений з Sarahsaurus.
Рештки принаймні 5 екземплярів зібрані протягом 1955-63 років. Спершу їх віднесли до Euskelosaurus browni (Ellenberger та Ginsburg, 1966). Починаючи з 1970 — до окремого роду, який, проте, не мав формальної назви аж до 2020.
Родова назва від велетенського плазуна kholumolumo або xodumodumo в міфології басото. Видова назва на честь братів Еленбергер, які розпочали розкопки і описували палеонтологію й геологію Лесото.